# Quality Time
Quality Time is een Nederlandse film uit 2017, geschreven en geregisseerd door Daan Bakker.

## Verhaal
De film vertelt vijf korte verhalen, telkens over dertigjarige mannen en hun problemen met het leven. Koen gaat naar een familiereünie waar hij misselijk wordt. Stefaan is een amateurfotograaf die herinneringen ophaalt. Kjell heeft een laag gevoel van eigenwaarde. Karel werd als kind door aliens ontvoerd en keert terug naar aarde als mutant. Ten slotte is er Jef die er alles aan doet om in de smaak te vallen bij zijn schoonfamilie.

## Rolverdeling

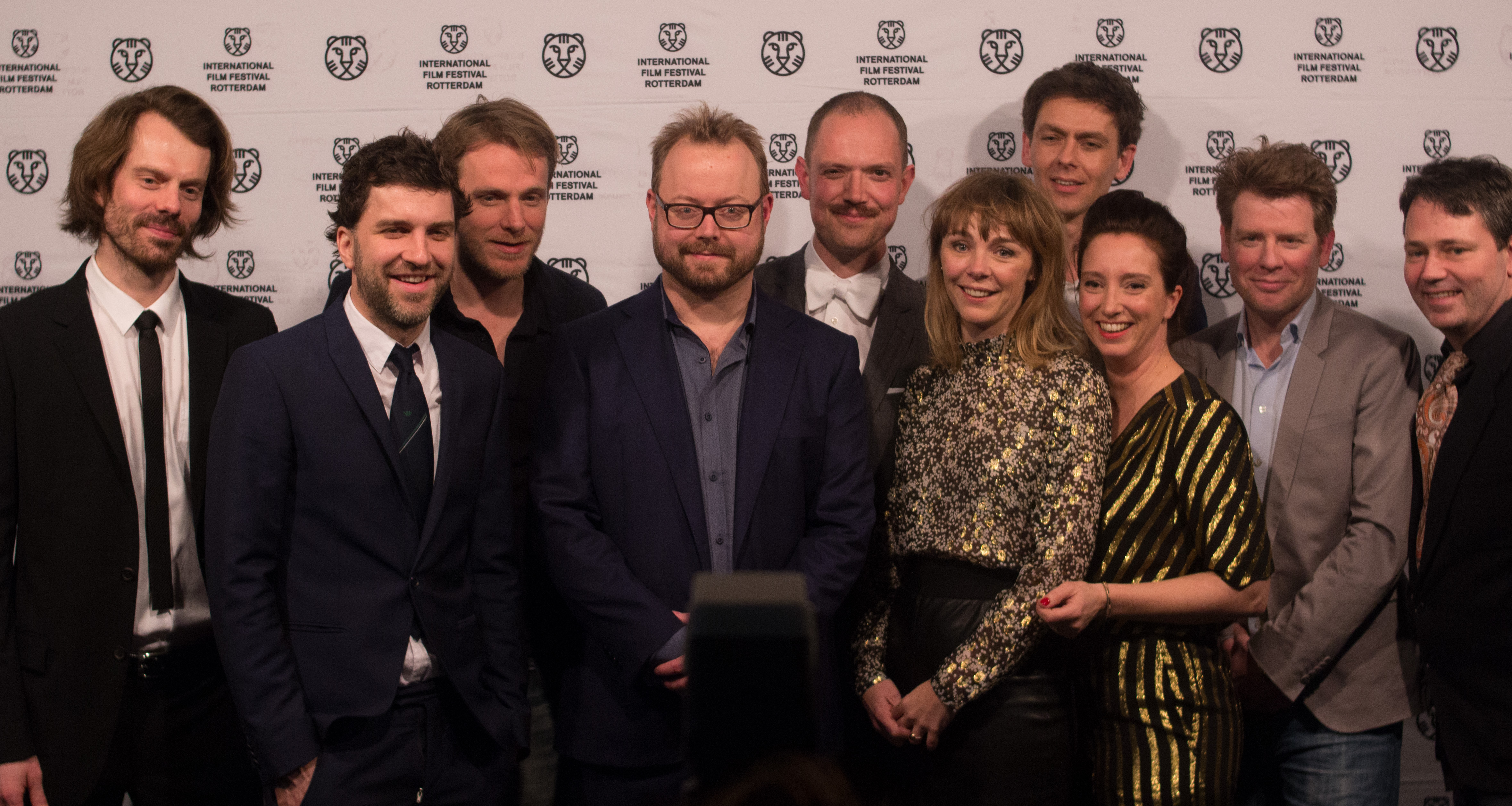
Cast & Crew op het International Film Festival Rotterdam 2017

| Acteur           | Personage |
| ---------------- | --------- |
| Noël Keulen      |           |
| Thomas Aske Berg |           |
| Giulio D'Anna    |           |
| Steve Aernouts   |           |

## Prijzen en nominaties
Een selectie:
| Jaar | Prijs                                   | Categorie                                 | Genomineerde | Resultaat   |
| ---- | --------------------------------------- | ----------------------------------------- | ------------ | ----------- |
| 2017 | Filmfestival van Rotterdam              | MovieZone Award                           | Daan Bakker  | Gewonnen    |
| 2017 | Gouden Kalf (37e editie)                | Beste film                                | Quality Time | Genomineerd |
| 2017 | Gouden Kalf (37e editie)                | Beste regie                               | Daan Bakker  | Genomineerd |
| 2017 | Vevey International Funny Film Festival | VIFFF d'or (Beste film)                   | Quality Time | Gewonnen    |
| 2017 | Vevey International Funny Film Festival | Prix du jury des jeunes (prijs jeugdjury) | Quality Time | Gewonnen    |

## Productie
De film is de debuutfilm van Daan Bakker en werd aangemeld als Nederlandse inzending voor de beste niet-Engelstalige film voor de 90ste Oscaruitreiking. De "shortlist" werd gepubliceerd door het EYE Film Instituut Nederland waarna begin september de Nederlandse Oscar Selectie Commissie (NOSC) de film kiest die namens Nederland zal worden ingezonden.
Quality Time ging op 30 januari 2017 in première in de Hives Tiger Competition van het International Film Festival Rotterdam waar hij bekroond werd met de MovieZone Award.